# Astereae
 Astereae  Cassini, 1819 è una tribù di piante angiosperme dicotiledoni della famiglia delle Asteraceae (sottofamiglia Asteroideae).

## Etimologia
Il nome di questo gruppo deriva da un suo genere tipo Aster  L., 1753, la cui etimologia deriva dal greco e significa (in senso ampio) "fiore a stella". Fu introdotto da Linneo ma sicuramente tale denominazione era conosciuta fin dall'antichità. Dioscoride fa riferimento ad un Astro attico (un fiore probabilmente dello stesso genere). 

Il nome scientifico ed è stato definito per la prima volta dal botanico e naturalista francese Alexandre Henri Gabriel de Cassini (1781 – 1832) nella pubblicazione "Journal de Physique, de Chimie, d'Histoire Naturelle et des Arts - 88: 1819" del 1819.

## Descrizione

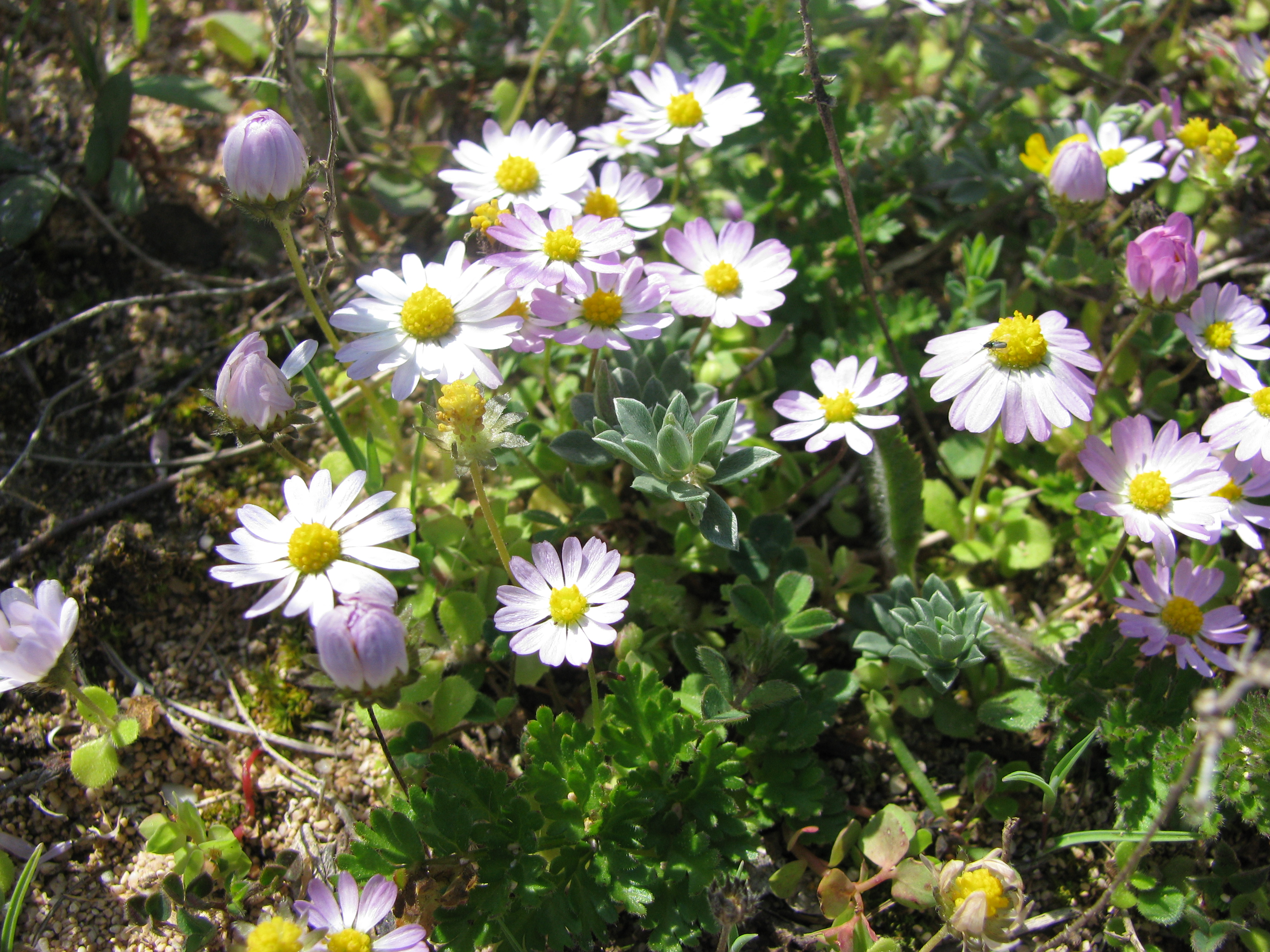
Il portamento
Bellis annua

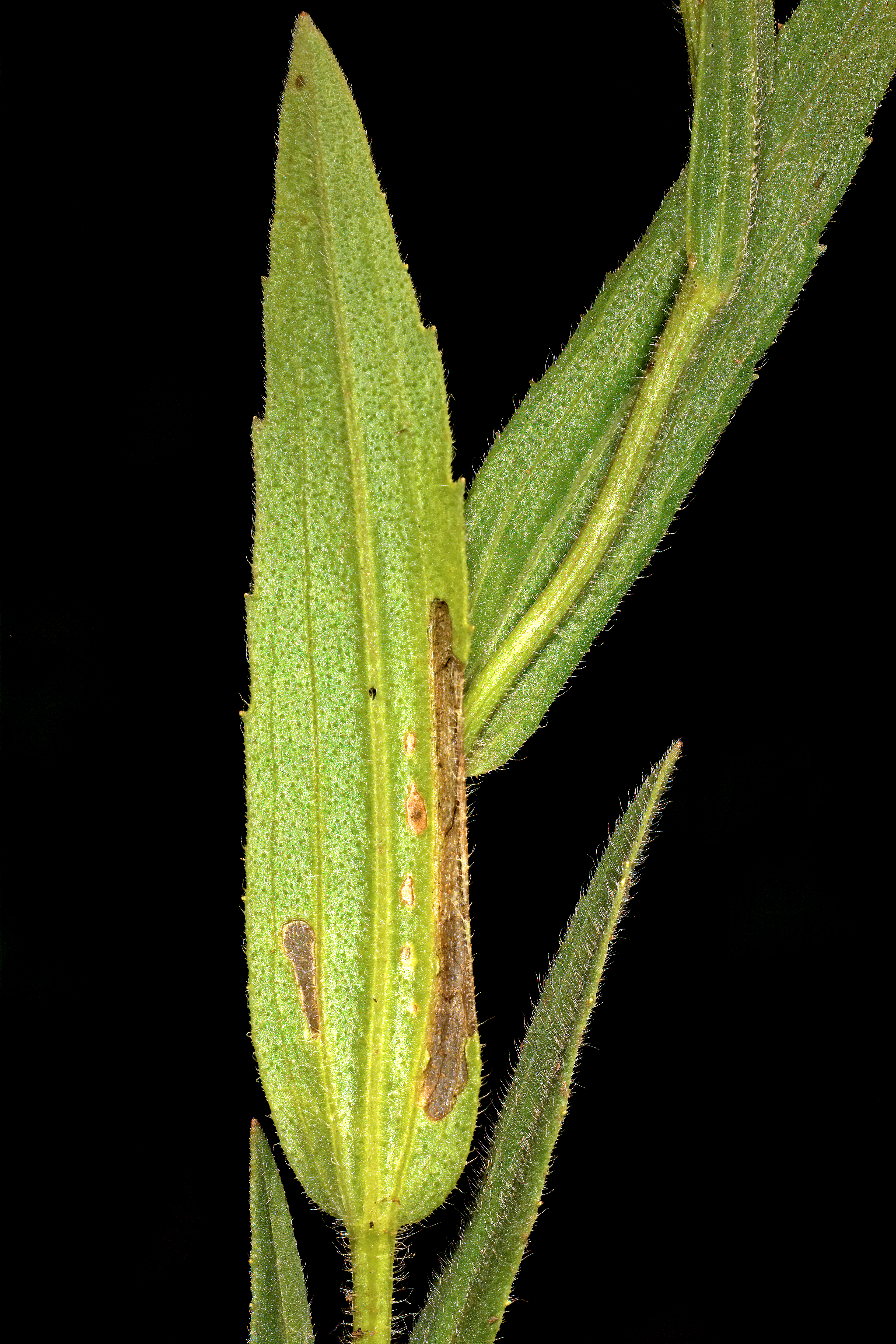
Le foglie
Afroaster hispidus

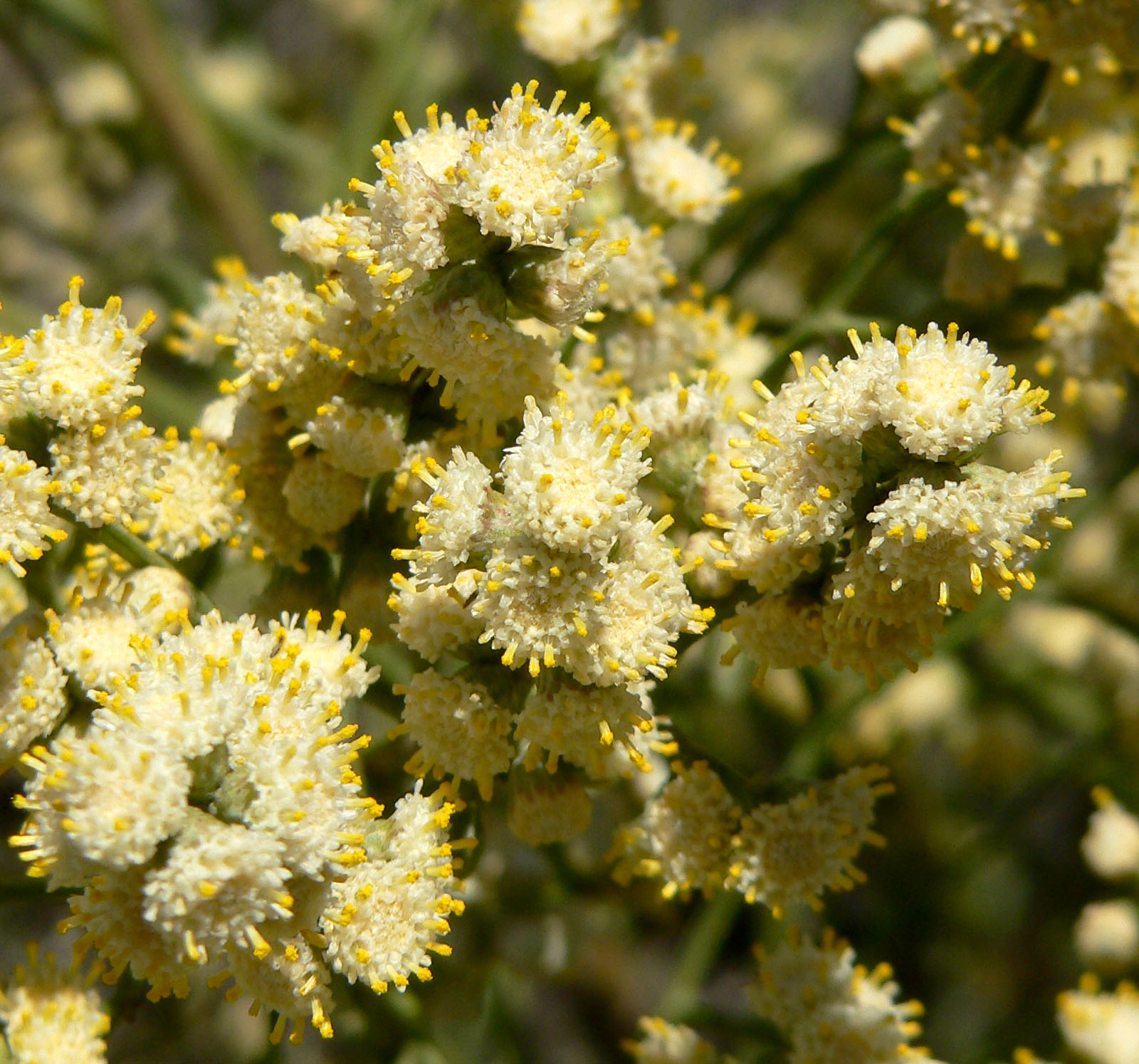
Infiorescenza
Baccharis articulata

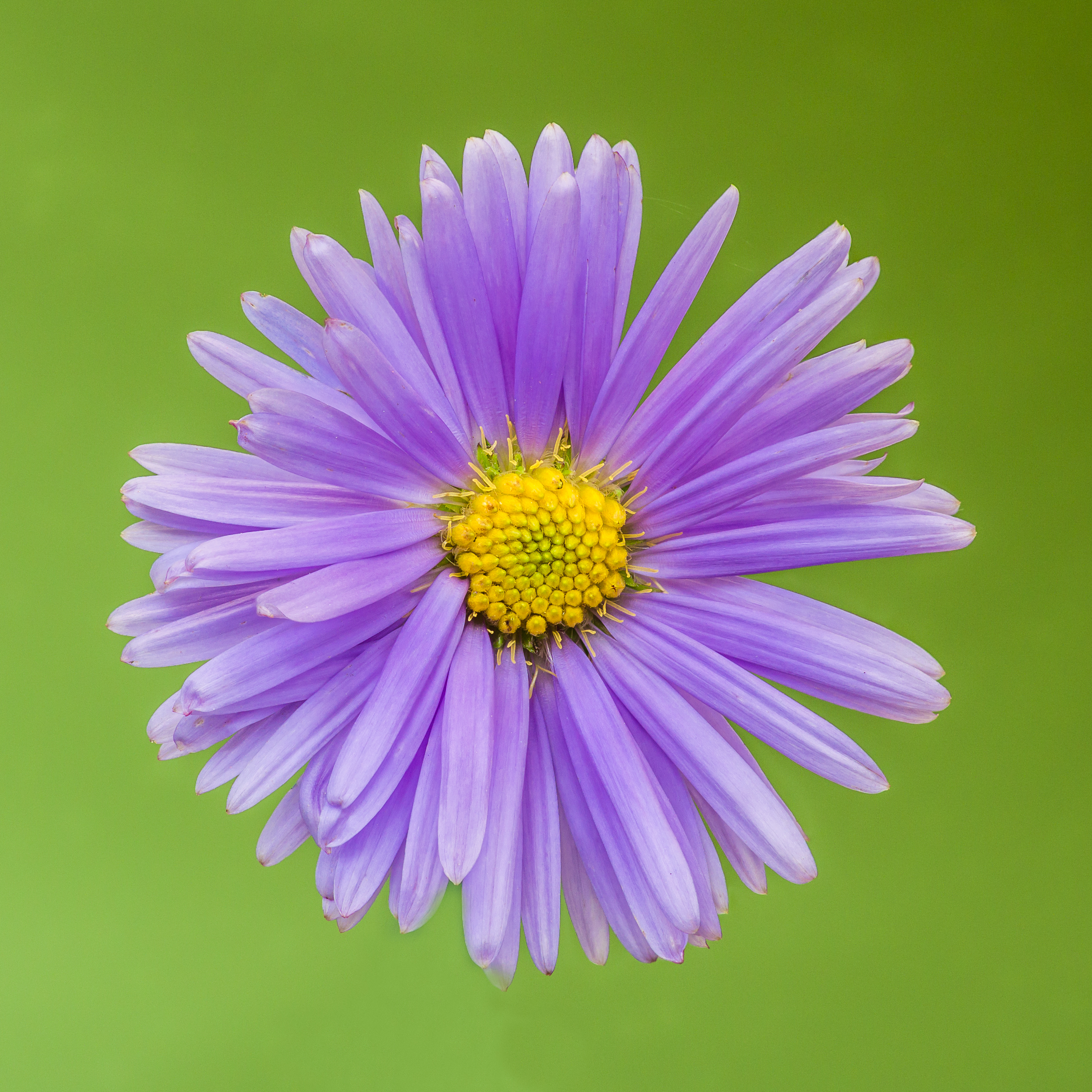
I fiori
Cordiofontis flexuosa

Portamento. Le specie di questo genere hanno un habitus di tipo erbaceo annuale o perenne (talvolta anche arbustivo). Raramente possono essere piccoli alberi come la vite. Alcune specie possono essere dioiche.
Fusto. Nella maggioranza dei casi i fusti sono eretti e ascendenti, semplici o ramosi (raramente prostrati).
Foglie. Le lamine delle foglie sono intere o anche divise (pennate o variamente lobate); sono picciolate (quelle basali) o sessili (quelle cauline); in alcune specie la superficie è ghiandolosa-punteggiata;
- foglie basali: le foglie inferiori formano facilmente una rosetta basale (a volte assente durante la fase di fioritura); le forme sono da spatolate a oblanceolate;
- foglie cauline: le foglie cauline normalmente sono a disposizione alterna (a disposizione opposta in alcuni generi africani e australiani); sono ridotte e con forme più lineari.

Infiorescenza. Le sinflorescenze sono sia scapose (capolini solitari) che composte da diversi capolini raccolti in formazioni corimbose, tirsoidi, spiciformi o racemose; le infiorescenze vere e proprie sono composte da un capolino terminale peduncolato di tipo radiato con fiori eterogami;
- capolino: il capolino è formato da un involucro, con forme da cilindriche a campanulate, composto da diverse brattee, al cui interno un ricettacolo fa da base ai fiori di due tipi: fiori del raggio (esterni) e fiori del disco (interni);
- brattee: le brattee, tutte di uguale lunghezza oppure scalate, persistenti (in alcuni casi sono caduche), con apice acuto oppure arrotondato secondo i generi, a consistenza più o meno erbacea (mentre l'apice può essere di consistenza cartacea o scariosa), a portamento è eretto o riflesso, sono disposte in modo più o meno embricato su più serie (da 2 o 3 fino a 5 – massimo 9 serie);
- ricettacolo: la forma del ricettacolo varia da piatta a convessa o conica (in alcuni casi può essere ciaziforme); la superficie può essere alveolata e glabra; inoltre può essere privo di pagliette (normalmente) o provvisto di pagliette (raramente) strette o larghe di protezione della base dei fiori.

Fiori.  I fiori sono tetra-ciclici (formati cioè da 4 verticilli: calice – corolla – androceo – gineceo) e pentameri (calice e corolla formati da 5 elementi). Si distinguono in:
- fiori del raggio (esterni): sono femminili (raramente sono sterili) e sono disposti su 1 - 2 serie; la forma è ligulata (zigomorfa);
- fiori del disco (centrali): sono più numerosi con forme brevemente tubulose (attinomorfe); sono ermafroditi o (raramente) funzionalmente maschili.

- Formula fiorale:

*/x K {\displaystyle \infty }, [C (5), A (5)], G 2 (infero), achenio
- Calice: i sepali del calice sono ridotti ad una coroncina di squame.
- Corolla: è formata da un imbuto basale e un lembo terminante in uno o più lobi;
  - fiori del raggio: la corolla è quasi sempre percorsa da 3 – 5 venature longitudinali; l'apice può essere acuto, troncato o dentato (in corrispondenza dei 5 sub-lobi connati in una ligula); i colori di base possono essere gialli, bianchi o blu; qualche volta i fiori del raggio sono ridotti ad un tubo oppure sono assenti; in alcuni casi la ligula è molto ridotta;
  - fiori del disco: la forma è strettamente tubolare (imbutiforme) con i lobi improvvisamente allargati (raramente è zigomorfa); i lobi sono 5 (raramente 4), brevi, a portamento eretto o a volte ricurvi o avvolgenti (o contorti) con forme da triangolari a deltate.
- Androceo: l'androceo è formato da 5 stami sorretti da filamenti generalmente liberi; gli stami sono connati e formano un manicotto circondante lo stilo; le teche (produttrici del polline) alla base sono troncate e sono lievemente auricolate (molto raramente sono speronate o hanno una coda); le appendici apicali delle antere hanno delle forme piatte e lanceolate; il tessuto endoteciale (rivestimento interno dell'antera) è quasi sempre polarizzato (con due superfici distinte: una verso l'esterno e una verso l'interno). Il polline è sferico con un diametro medio di circa 25 micron;  è tricolporato (con tre aperture sia di tipo a fessura che tipo isodiametrica o poro) ed è echinato (con punte sporgenti).[10][12]
- Gineceo: l'ovario è infero uniloculare formato da 2 carpelli.[6] Lo stilo (il recettore del polline) è profondamente bifido (con due stigmi divergenti) e con le linee stigmatiche marginali separate.[13] I due bracci dello stilo hanno una forma da lanceolata a deltoide e possono essere papillosi o ricoperti da ciuffi di peli.

Frutti. I frutti sono degli acheni con pappo; in alcune specie è presente un certo dimorfismo (gli acheni dei fiori del raggio differiscono dagli acheni dei fiori del disco);
- achenio: gli acheni, con forme da cilindriche a obovate, sono lateralmente compressi con due (o più) nervature laterali, oppure variano da angolati (a 5 coste) a quasi fusiformi e multi-nervati; raramente sono ob-compressi (compressi dorso-ventralmente) oppure sono provvisti di un becco; la superficie normalmente è cosparsa da setole, qualche volta ghiandolose; la parete dell'achenio è formata da celle contenenti rafidi ma prive di fitomelanina; il carpoforo normalmente è anulare; le setole con punte a forma di ancora non sono presenti;
- pappo: il pappo è formato da 1 - 2 (fino a 4) serie di setole finemente barbate o (più raramente) piumose; le setole sono persistenti; esternamente alle serie di setole può essere presente una coroncina di scaglie; a volte il pappo è completamente assente.

## Biologia
Impollinazione: l'impollinazione avviene tramite insetti (impollinazione entomogama tramite farfalle diurne e notturne).

Riproduzione: la fecondazione avviene fondamentalmente tramite l'impollinazione dei fiori (vedi sopra).

Dispersione: i semi (gli acheni) cadendo a terra sono successivamente dispersi soprattutto da insetti tipo formiche (disseminazione mirmecoria). In questo tipo di piante avviene anche un altro tipo di dispersione: zoocoria. Infatti gli uncini delle brattee dell'involucro (se presenti) si agganciano ai peli degli animali di passaggio disperdendo così anche su lunghe distanze i semi della pianta. Inoltre per merito del pappo il vento può trasportare i semi anche a distanza di alcuni chilometri (disseminazione anemocora).

## Distribuzione e habitat
Le specie di questa tribù si trovano in quasi tutti i continenti e prediligono le zone temperate (alcuni generi hanno specie di tipo subtropicale o tropicale). Le maggiori concentrazioni si hanno in America soprattutto del nord. Questo gruppo è considerato a distribuzione cosmopolita. Nella tabella sottostante è indicata la distribuzione delle varie sottotribù.

## Sistematica
La famiglia di appartenenza di questa voce (Asteraceae o Compositae, nomen conservandum) probabilmente originaria del Sud America, è la più numerosa del mondo vegetale, comprende oltre 23.000 specie distribuite su 1.535 generi, oppure 22.750 specie e 1.530 generi secondo altre fonti (una delle checklist più aggiornata elenca fino a 1.679 generi). La famiglia attualmente (2021) è divisa in 16 sottofamiglie; la sottofamiglia Asteroideae è una di queste e rappresenta l'evoluzione più recente di tutta la famiglia.
Questa tribù è stata descritta inizialmente da Cassini nel 1819 ed è rimasta nella tassonomia fino ad oggi. Non pochi comunque sono stati i problemi di delimitazione nel corso del tempo. Recentemente è stato incluso il genere Grindelia (trasferito dalla tribù Helenieae). Altri generi da poco trasferiti sono Geissolepis, Rigiopappus e Sheareria (dalla tribù Heliantheae), Plagiocheilus (dalla tribù Anthemideae) e Novenia. Fondamentali sono stati gli studi morfologici di K.Bremer nel 1994 e G.L.Nesom nel 1994 e nel 2000 e quelli molecolari di R.D.Noyes e L.H. Rieseberg del 1999. Gli ultimi studi sul DNA hanno sostanzialmente confermato la struttura della tribù anche se hanno evidenziato diverse posizioni non risolte come ad esempio all'interno delle Solidagininae.,

### Filogenesi
Il gruppo di questa voce è descritto nella tribù Astereae, una delle 21 tribù della sottofamiglia Asteroideae). Da un punto di vista filogenetico, la tribù Astereae fa parte del supergruppo "Asteroideae grade" (o supertribù "Asteroidae"); l'altro è il supergruppo "Non-Asteroideae" contenente il resto delle sottofamiglie delle Asteraceae. All'interno del supergruppo è vicina alle tribù Senecioneae, Calenduleae, Gnaphalieae e Anthemideae.
Gli studi su questa tribù hanno sempre dovuto tenere conto della sua estensione e complessità (è una delle tribù più grandi della famiglia delle Asteraceae). Solo in tempi recenti con le analisi di tipo cladistica sia morfologico che nucleari sul DNA s'è potuta costruire una adeguata filogenesi del gruppo. Importante è stata la dimostrazione che la maggior parte dei generi presenti nel Nord America appartengono ad un solo clade monofiletico. È stato dimostrato inoltre che i generi di grandi dimensioni (come Erigeron - sottotribù Conyzinae, Symphyotrichum - sottotribù Symphyotrichinae e Solidago - sottotribù Solidagininae) si sono tutti originati nel Nord America e successivamente si sono diffusi in Sud America e in Eurasia. Mentre altri si sono originati in Eurasia (Aster s.s. - sottotribù Asterinae) oppure in America centrale (Baccharis – sottotribù Baccharidinae). Mentre le specie di tipo arbustivo (o anche alberi) sembra che si siano originate in Africa.

Le principali sinapomorfie per questa tribù sono:

- nelle cellule epidermiche della corolla dei fiori del raggio è presente un ispessimento mediano della parete esterna;
- le ramificazioni dello stilo possiedono delle appendici sterili a forma triangolare-subulata (che si restringe a punta) e adassialmente glabre (sulla parte superiore).

Altre caratteristiche importanti sono:
- le ramificazioni dello stilo con linee stigmatiche marginali;
- il polline tricolporato ed echinato (con punte);
- le antere quasi sempre non sono caudate (ossia sono senza coda) e non calcarate (ossia non sono appendicolate);
- le linee stigmatiche dei bracci dello stilo sono totalmente separate; i due bracci dello stilo hanno una forma breve o allungata da lanceolata a deltoide e possono essere papillosi o ricoperti da ciuffi di peli (all'esterno, mentre all'interno sono glabri);
- i frutti acheni sono completamente privi di fitomelanina.

In base alle ultime ricerche nella tribù sono stati individuati (provvisoriamente) 5 principali lignaggi (o cladi). Distribuzione delle sottotribù nei 5 cladi principali:
| Clade                  | Eurasia                                         | Africa/Madagascar/Asia sud-est                                                                                        | Sudamerica                                              | Oceania                         | Nordamerica/America centrale |
| ---------------------- | ----------------------------------------------- | --- | ------------------------------------------------------- | ------------------------------- | --- |
| Basal grade            | Formaniinae - Iranoasterinae - Nannoglottidinae | Afroasterinae - Denekiinae - Eschenbachiinae - Homochrominae - Madagasterinae - Mairiinae - Pteroniinae - Printziinae | Chiliotrichinae - Oritrophiinae                         | Celmisiinae                     | |
| Bellis lineage         | Bellidinae - Chamaegerinae                      | Grangeinae |                                                         |                                 | |
| Aster lineage          | Asterinae                                       | |                                                         | Lagenophorinae - Brachyscominae | |
| Baccharis lineage      |                                                 | | Baccharidinae (comprese: Hinterhuberinae e Podocominae) |                                 | |
| North American lineage |                                                 | |                                                         |                                 | Astranthiinae - Boltoniinae - Chaetopappinae - Conyzinae - Chrysopsidinae - Doellingeriinae - Egletinae - Geissolepinae - Gutierreziinae - Ionactinae - Machaerantherinae] - Oclemeninae - Pentachaetinae - Solidagininae - Symphyotrichinae |

Il cladogramma seguente, tratto dallo studio citato e semplificato, mostra una possibile configurazione filogenetica dell'intera tribù.
|  | \| \| Aster lineage \| \| \| \| \| \| Bellis lineage \| \| \| \| |
|  |                                                                  |
|  | Basal grade                                                      |
|  |                                                                  |
|  | Aster lineage                                                    |
|  |                                                                  |
|  | Bellis lineage                                                   |
|  |                                                                  |

|  | Aster lineage  |
|  |                |
|  | Bellis lineage |
|  |                |

|  | \| \| Aster lineage \| \| \| \| \| \| Bellis lineage \| \| \| \| |
|  |                                                                  |
|  | Basal grade                                                      |
|  |                                                                  |
|  | Aster lineage                                                    |
|  |                                                                  |
|  | Bellis lineage                                                   |
|  |                                                                  |

|  | Aster lineage  |
|  |                |
|  | Bellis lineage |
|  |                |

|  | \| \| Aster lineage \| \| \| \| \| \| Bellis lineage \| \| \| \| |
|  |                                                                  |
|  | Basal grade                                                      |
|  |                                                                  |
|  | Aster lineage                                                    |
|  |                                                                  |
|  | Bellis lineage                                                   |
|  |                                                                  |

|  | Aster lineage  |
|  |                |
|  | Bellis lineage |
|  |                |

|  | \| \| Aster lineage \| \| \| \| \| \| Bellis lineage \| \| \| \| |
|  |                                                                  |
|  | Basal grade                                                      |
|  |                                                                  |
|  | Aster lineage                                                    |
|  |                                                                  |
|  | Bellis lineage                                                   |
|  |                                                                  |

|  | Aster lineage  |
|  |                |
|  | Bellis lineage |
|  |                |

Il numero cromosomico di base, per le specie di questa tribù, è: 2n = 18 (e valori minori o maggiori).

### Composizione della tribù
La tribù "Astereae" comprende 36 sottotribù, 246 generi e 3.500 specie.
| Sottotribù                            | Nr. genere                                                | Nr. specie                                                                        | Distribuzione                                                                 | Caratteri più significativi | Cromosomi                                                                          | Fiori |
| ------------------------------------- | --------------------------------------------------------- | --------------------------------------------------------------------------------- | ----------------------------------------------------------------------------- | --- | ---------------------------------------------------------------------------------- | ----- |
| Afroasterinae G.L.Nesom, 2020         | Un genere: Afroaster J.C.Manning & Goldblatt, 2012        | 18                                                                                | Africa centro e sud orientale                                                 | Le radici sono tuberose. - Le foglie basali sono quasi squamose. - I fiori del raggio a volte hanno degli staminoidi (componenti maschili) |                                                                                    |       |
| Asterinae (Cass.) Dumort., 1827       | 28                                                        | 256                                                                               | Cosmolpolita, ma soprattutto Asia orientale                                   | L'ispessimento mediano della parete esterna delle cellule epidermiche della corolla dei fiori del raggio. - Le ramificazioni dello stilo con appendici sterili triangolari. | 2n =18 e 54                                                                        |       |
| Astranthiinae G.L. Nesom, 2000        | 3                                                         | 42                                                                                | America del Nord e Messico                                                    | Il lembo dei fiori del raggio, se presente, non è contorto o riflesso. - I numeri cromosomici sono 2n = 10 o 2n = 18. - L'areale è relativo al Nord America e Messico. | 2n = 6, 10 e 18                                                                    |       |
| Baccharidinae Less., 1830             | 24                                                        | 688                                                                               | Soprattutto Sud America                                                       | I fiori maschili (solo stami) e femminili (solo pistilli) si trovano su piante diverse (oppure sono bisessuali). - Raramente il lembo dei fiori del raggio è allungato come una ligula. - Gli acheni sono compressi o prismatici;                                                                                               | 2n = 18                                                                            |       |
| Bellidinae Benth. & Hook.f, 1873      | 4                                                         | 56                                                                                | Eurasia e particolarmente nel Mediterraneo                                    | Le piante sono sia rosulate con capolini solitari che in formazioni corimbose. - I lembi dei fiori del raggio sono piatti (non contorti). - Le setole degli acheni sono semplici. | 2n = 18                                                                            |       |
| Boltoniinae G.L. Nesom, 2000          | 3                                                         | 10                                                                                | America del Nord e Messico                                                    | Le brattee involucrali hanno delle punte arrotondate o ottuse. - I fiori del raggio sono contorti. - Gli acheni sono affusolati o compressi e alati. | 2n = 18                                                                            |       |
| Brachyscominae Nesom, 1994            | 35                                                        | 442                                                                               | Australia, Tasmania, Nuova Guinea e Nuova Zelanda                             | Il portamento è soprattutto erbaceo con foglie a disposizione alterna e margini continui. - Capolini sono perlopiù solitari di tipo radiato con fiori eterogami. - Sono presenti sia i fiori del raggio che del disco. - Il pappo è vario (assente - con scaglie - con setole).                                                 | 2n = 18 e valori ridotti                                                           |       |
| Celmisiinae Saldivia, 2020            | 5                                                         | 86                                                                                | Oceania e Australasia                                                         | Il portamento varia fino a piccolo-arboreo (18 metri di altezza). - Le foglie in genere sono grandi. - A volte le fioriture sono laterali. - Sono specie endemiche dell'Australasia. | 2n = 18 Il livello di ploidia principale è 12x (ma anche 10x, 24x, 32x, 36x e 48x) |       |
| Chaetopappinae G.L. Nesom, 2000       | 2                                                         | 13                                                                                | America del Nord e Messico                                                    | Le foglie sono disposte in modo alternato. - Gli acheni hanno delle forme da affusolate a compresse. - Il numero cromosomico di base è n = 8. - Le specie di questo gruppo sono endemiche del Nord America e Messico. | 2n = 16                                                                            |       |
| Chamaegerinae G.L.Nesom, 2020         | 2                                                         | 6                                                                                 | Asia occidentale                                                              | Le sinflorescenze sono composte da diversi capolini su più steli (alcuni sono solitari). - L'involucro è formato da 3 e più serie di brattee. - Il pappo è basalmente connato e deciduo in un unico gruppo. | 2n = 18                                                                            |       |
| Chiliotrichinae Bonif., 2020          | 11                                                        | 32                                                                                | Sudamerica                                                                    | Il portamento delle specie è arbustivo-resinoso. - Le foglie sono generalmente bianco-tomentose. - I capolini sono di tipo radiato. - In genere il ricettacolo è provvisto di pagliette (a protezione degli acheni). | 2n = 18                                                                            |       |
| Chrysopsidinae G.L. Nesom, 1994       | 8                                                         | 135                                                                               | America (soprattutto del nord)                                                | il portamento delle specie è erbaceo. - La parte interna del pappo è distintamente più lunga di quella esterna. - Il numero cromosomico di base delle specie è n = 9 e valori ridotti. | 2n = 8, 10, 12, 14 e 18                                                            |       |
| Conyzinae Horan., 1847                | 6                                                         | 479                                                                               | America e Eurasia                                                             | Il ricettacolo può essere privo di pagliette ma con scaglie. - I fiori del raggio sono privi del pappo e con corolle rigide e strettamente urceolate. - Gli acheni sono compressi e non alati. | 2n = 10 e 18                                                                       |       |
| Denekiinae G.L.Nesom, 2020.           | Un genere: Denekia Thunb., 1800                           | Una specie: Denekia capensis Thunb., 1800                                         | Africa (centrale e meridionale)                                               | I fiori esterni sono bilabiati. - Gli acheni dei fiori centrali ha delle forme ellissoidi o a turbina. |                                                                                    |       |
| Doellingeriinae G.L.Nesom, 2020       | Un genere: Doellingeria Nees, 1832                        | 13                                                                                | Stati Uniti d'America e Canada                                                | Le foglie basali sono ridotte a delle scaglie (Eucephalus) o brattee. - I lembi delle corolle dei fiori del disco sono allargati. - I fiori del raggio sono pochi e le corolle sono contorte (Eucephalus) oppure no (Doellingeria). - La superficie degli acheni è ghiandolosa. - Le setole del pappo all'apice sono allargate. | 2n = 18                                                                            |       |
| Egletinae G.L.Nesom, 2020             | Un genere: Egletes Cass., 1817                            | 7                                                                                 | Texas, America centrale e America meridionale                                 | I fiori del raggio sono disposti in 1 - 4 serie. - Il pappo è mancante. - Gli acheni sono sormontati da una corona o coppa biancastra, cartilaginea, talvolta ampia e svasata. | 2n=18                                                                              |       |
| Eschenbachiinae G.L.Nesom, 2020       | 2                                                         | 31                                                                                | Africa, Asia (tropicale) e Australia                                          | Il portamento può essere erbaceo annuale, biennale o perenne. - Le ligule dei fiori del raggio sono più o meno assenti. - Il pappo può essere connato alla base in un anello deciduo. |                                                                                    |       |
| Formaniinae G.L.Nesom, 2020           | Un genere: Formania W.W.Sm. & J.Small, 1922               | Una specie: Formania mekongensis W.W.Sm. & J.Small, 1922                          | Cina centrale                                                                 | Il portamento è arbustivo. - Le foglie sono lobate e ghiandolari. - I fiori del raggio sono gialli e larghi. - La superficie degli acheni è strigosa e ghiandolare. |                                                                                    |       |
| Geissolepinae G.L.Nesom, 2020         | Un genere: Geissolepis B.L.Rob., 1892                     | Una specie: Geissolepis suaedifolia B.L.Rob., 1892                                | Messico                                                                       | La pianta è succulenta con portamento prostrato. - Il pappo è formato da 6 - 8 strette scaglie triangolari uncinate all'apice. - Il ricettacolo ha le pagliette. | 2n = 16 o 18                                                                       |       |
| Grangeinae Benth. & Hook.f., 1873     | 16                                                        | 132                                                                               | Soprattutto Africa                                                            | I fiori del raggio sono spesso mancanti o ridotti. - Il ricettacolo spesso ha la forma conica o ciatiforme. - Il pappo è ridotto o mancante. - Gli acheni sono privi di becco. - Le setole degli acheni talvolta hanno delle punte a forma di ancora.                                                                           | 2n = 18                                                                            |       |
| Gutierreziinae G.L.Nesom, 2020        | 9                                                         | 66                                                                                | Soprattutto Nord America                                                      | Le foglie sono per lo più lineari e con nervature parallele. - Le brattee involucrali sono coriacee nella parte basale. - L'inserzione dei filamenti delle antere è nella giunzione tra il tubo della corolla e il lembo. - Il pappo spesso è assente e gli acheni sono spiraleggianti.                                         | 2n = 8 - 18                                                                        |       |
| Homochrominae Benth. & Hook. f., 1873 | 13                                                        | 177                                                                               | Africa (e in parte in Asia)                                                   | Le foglie sono disposte in modo alternato o opposto. - Gli acheni sono compressi. - Il numero cromosomico di base è n = 9 e ridotti. - La distribuzione è africana e Asia (centrale e sud-est). | 2n = 18 (ridotto a 16, 12 e 10)                                                    |       |
| Ionactinae G.L.Nesom, 2020            | Un genere: Ionactis Greene, 1897                          | 6                                                                                 | U.S.A. e Canada                                                               | Il lembo dei fiori del raggio è contorto. - Le brattee dell'involucro sono carenate. - Le setole del pappo sono disposte su 1 - 2 serie e sono ristrette all'apice. | 2n = 18                                                                            |       |
| Iranoasterinae G.L.Nesom, 2020.       | Un genere: Iranoaster Kaz.Osaloo, Farhani & Mozaff., 2018 | Una specie: Iranoaster bachtiaricus (Mozaff.) Kaz.Osaloo, Farhani & Mozaff., 2018 | Endemismo iraniano                                                            | Le radici sono legnose e fitte. - I fiori del raggio hanno le ligule spiralate. |                                                                                    |       |
| Lagenophorinae Y.R.Ling, 1997         | 7                                                         | 49                                                                                | Soprattutto Nuova Guinea                                                      | I fiori del raggio sono corti. - Il ricettacolo normalmente varia da convesso a piatto (raramente è conico). - Gli acheni spesso hanno un becco apicale. - La superficie degli acheni è ricoperta da setole senza forma di ancora all'apice. - Il pappo è mancante o ridotto o provvisto di poche setole                        | 2n = 18                                                                            |       |
| Machaerantherinae G.L. Nesom, 1994    | 20                                                        | 288                                                                               | Soprattutto America del Nord                                                  | Le foglie sono intere, o dentate, o lobate, o pennatifide con denti e apici normalmente spinulosi. - Le setole del pappo tendono ad essere piatte almeno alla base e spesso sono disposte scalarmente. - Il numero cromosomico è 2n=12 (e valori più ridotti)                                                                   | 2n = 18 (massimo)                                                                  |       |
| Madagasterinae G.L.Nesom, 2020        | 2                                                         | 9                                                                                 | Madagascar (endemismo)                                                        | Il portamento è arboreo o arbustivo. - Le foglie hanno una consistenza coriacea e sono densamente tomentose (abassialmente). - Gli involucri hanno delle forme campanulate o cilindriche. - I fiori del raggio spesso sono assenti. - Le teche delle antere sono caudate.                                                       |                                                                                    |       |
| Mairiinae G.L.Nesom, 2020             | Un genere: Mairia Nees, 1832                              | 5                                                                                 | Sudafrica                                                                     | I fiori del disco si presentano con una forma globulare. - Il pappo è formato da setole piumose. - La distribuzione delle specie è unicamente sudafricana. |                                                                                    |       |
| Nannoglottidinae G.L.Nesom, 2020.     | Un genere: Nannoglottis Maxim., 1881                      | 9                                                                                 | Endemismo dell'altopiano tibetano dell'Asia centrale                          | Le brattee più esterne dell'involucro sono simili a foglie. - I fiori sono trimorfici: quelli esterni sono femminili radiati, i mediani sono femminili, quelli del disco sono funzionalmente maschili. |                                                                                    |       |
| Oclemeninae G.L.Nesom, 2020           | Un genere: Oclemena Greene, 1903                          | 3                                                                                 | U.S.A. orientali e Canada orientali                                           | Le ligule dei fiori del raggio sono scarsamente o per nulla contorte. - La facce degli acheni sono ghiandolose. - L'apice delle setole del pappo è attenuato. | 2n = 18                                                                            |       |
| Oritrophiinae Nesom, 2020             | 2                                                         | 25                                                                                | America centrale e del sud                                                    | Il portamento è erbaceo. - Le nervature delle foglie sono parallele. - I fiori del disco hanno le ovaie sterili. - Il pappo è persistente. | Livello di ploidia 2x o 4x                                                         |       |
| Pentachaetinae G.L. Nesom, 2000       | 4                                                         | 45                                                                                | Soprattutto California (U.S:A.)                                               | Il portamento è soprattutto erbaceo annuale (ad eccezione di Ericameria). - Le appendici dello stilo dei fiori del disco variano da strettamente oblunghe a lanceolate. - Le linee stigmatiche dello stilo sono allungate. | 2n = 18                                                                            |       |
| Printziinae G.L.Nesom, 2020           | Un genere: Printzia Cass., 1825                           | 6                                                                                 | Sudafrica                                                                     | Le foglie abassiali sono tomentose. - I fiori del disco sono sempre bisessuali. - Le teche delle antere hanno una lunga coda basale. |                                                                                    |       |
| Pteroniinae G.L.Nesom, 2020           | Un genere: Pteronia L., 1763                              | 76                                                                                | Africa meridionale                                                            | Le sinflorescenze si compongono di capolini solitari. - I capolini sono omogami senza i fiori femminili del raggio esterno. - I ricettacoli sono piatti, convessi o concavi; |                                                                                    |       |
| Solidagininae O. Hoffm., 1890         | 19                                                        | 176                                                                               | In maggioranza nell'America del Nord (un solo genere è eurasiatico: Solidago) | Le foglie hanno delle superfici puntiforme-ghiandolari. - Le brattee dell'involucro sono scalate in lunghezza e non hanno consistenza fogliacea. - I rami (stigmi) dello stilo hanno appendici papillose. - Gli acheni sono multi nervati con un pappo disposto su una sola serie.                                              | 2n = 18                                                                            |       |
| Symphyotrichinae G.L. Nesom, 1994     | 6                                                         | 110                                                                               | Nord America e cosmopolita                                                    | Le foglie sono intere o raramente dentate. - Gli acheni sono più o meno compressi con 2 - 8 nervature longitudinali. - Il pappo è formato da setole capillari. | 2n = 18 (ma anche altri valori)                                                    |       |

### Chiave analitica
Per meglio comprendere ed individuare i vari gruppi della tribù sono state costruite diverse chiavi analitiche. Alcune chiavi prendono in considerazione solamente i generi appartenenti ad determinati areali, altre suddividono i generi secondo l'habitus erbaceo, arbustivo o tipo albero. Il seguente elenco prende in considerazione solamente alcune sottotribù più importanti.

- 1A: le piante sono dioiche per cui i capolini sono di due tipi (maschile e femminile) su piante diverse, o raramente la stessa pianta ha sia fiori maschili che femminili ma separati (pianta monoica);

- 2A: gli acheni sono compressi;

genere Aztecaster (sottotribù Baccharidinae).
- 2B: la forma degli acheni è prismatica;

sottotribù Baccharidinae
- 1B: i capolini delle piante sono di un solo tipo (ermafroditi); la base delle antere non è speronata, ma brevemente arrotondata o raramente con coda; la base dello stilo è regolare o appena ampliata;

- 3A: la corolla dei fiori del raggio è gialla o bianca; gli acheni spesso sono da circolari a fusiformi (compressi in Ericameria);

- 4A: i rami dello stilo dei fiori fertili del disco sono pelosi; le brattee dell'involucro sono spesse e possono essere carenate (Machaerantherinae e Chrysopsidinae) oppure no (Ericameria);

- 5A: i lobi e gli apici delle foglie e le brattee dell'involucro spesso sono provviste di punte spinose; le serie di setole del pappo spesso sono disposte scalarmente; il numero cromosomico è 2n=12 (e valori più ridotti);

sottotribù Machaerantherinae (alcune specie)
- 5B: l'habitus di queste piante è erbaceo; i lobi e gli apici delle foglie e le brattee dell'involucro non sono provviste di punte spinose; la parte interna del pappo è distintamente più lunga di quella esterna; il numero cromosomico è 2n=18 (e valori più ridotti);

sottotribù Chrysopsidinae
- 4B: i rami dello stilo dei fiori fertili del disco sono papillosi, raramente sono pelosi; le brattee dell'involucro sono piatte e non sono carenate;

- 6A: le piante sono distribuite in più zone del Sud America, nelle Hawaii e nel Messico; le setole del pappo sono disposte più o meno su 2 serie; la parte inferiore della pagina fogliare è spesso tomentosa;

sottotribù Baccharidinae (resto dei generi')
- 6B: la distribuzione di queste piante è per lo più americana; l'habitus di queste piante è erbaceo o sub-arbustivo; le brattee dell'involucro sono disposte in modo scalare, quelle esterne raramente sono simili a foglie; le setole del pappo sono disposte su una serie; le foglie sono normalmente sessili e poco o nulla tomentose;

sottotribù Solidagininae
- 3B: i lobi della corolla sono allungati e di colore azzurrognolo, purpureo o bianco oppure sono ridotti o assenti; gli acheni normalmente sono compressi;

- 7A: gli stigmi dello stilo dei fiori del disco sono da strettamente oblunghi a oblanceolati, più lunghe delle linee stigmatiche;

sottotribù Pentachaetinae
- 7B: gli stigmi dello stilo dei fiori del disco sono da deltati a lanceolati, più corti delle linee stigmatiche;

- 8A: le brattee dell'involucro possiedono venature o coste resinose di colore arancio; tra le foglie inferiori sono più grandi quelle più alte; i lobi della corolla dei fiori del disco sono sagomati variamente;

- 9A: gli acheni hanno una forma arrotondata o compressa con ali laterali; le brattee dell'involucro hanno le punte arrotondate o ottuse; la ligula dei fiori del raggio è contorta;

sottotribù Boltoniinae
- 9B: gli acheni hanno una forma compressa e non sono alati; le brattee dell'involucro hanno delle punte acute; le ligule dei fiori del raggio sono contorte oppure diritte; il ricettacolo è privo di pagliette, e qualche volta possiede delle piccole scaglie; i fiori femminili sono privi di pappo e possiedono una rigida e stretta corolla urceolata;

sottotribù Conyzinae
- 8B: le brattee dell'involucro sono prive di evidenti venature resinose;

- 10A: gli stigmi degli stili dei fiori fertili del disco sono pelosi; le brattee dell'involucro sono provviste di punte apicali erbacee distintamente verdi; il pappo normalmente è formato da setole capillari;

- 11A: le foglie sono intere, o dentate, o lobate, o pennatifide con denti e apici normalmente spinulosi; le setole del pappo tendono ad essere piatte almeno alla base; il numero cromosomico è 2n=12 (e valori più ridotti);

sottotribù Machaerantherinae (alcune specie)
- 11B: le foglie sono intere e raramente con bordi dentati e senza punte spinose; le setole del pappo sono capillari; gli acheni hanno una forma più o meno compressa con 2 (massimo 8) nervi longitudinali; il numero cromosomico è 2n=18 (e valori più ridotti);

sottotribù Symphyotrichinae
- 10B: gli stigmi degli stili dei fiori fertili del disco sono papillosi; le brattee dell'involucro non sono provviste di parti erbacee e non sempre sono provviste di punte apicali erbacee distintamente verdi; le setole del pappo sono ridotte o assenti;

- 12A: i fiori del raggio, se presenti, sono disposti su 2 – 4 serie;

- 13A: le setole del pappo sono disposte su 2 – 3 serie; le ligule dei fiori del raggio qualche volta sono allungate e contorte;

sottotribù Baccharidinae
- 13B: il pappo può essere ridotto o assente, raramente formato da una singola serie di setole; le ligule dei fiori del raggio sono corte o mancanti;

- 14A: gli acheni sono sprovvisti di un becco; le setole dell'achenio spesso sono provviste di una punta a forma di ancora; il ricettacolo spesso è conico o a forma di ciazio;

sottotribù Grangeinae
- 14B: gli acheni sono provvisti di un becco; le setole del pappo sono sprovviste di una punta a forma di ancora; il ricettacolo normalmente è concesso o piatto, raramente è conico;

sottotribù Lagenophorinae
- 12B: i fiori del raggio sono disposti su una serie;

- 15A: il pappo può essere ridotto o mancante; gli acheni sono fortemente compressi;

- 16A: le piante sono del tipo rosulato con capolini solitari su scapi individuali; le ligule dei fiori del raggio non sono contorte; gli acheni sono provvisti di setole semplici;

sottotribù Bellidinae
- 16B: le piante non sono del tipo rosolato; i capolini non sono sorretti da scapi individuali emergenti dalle rosette basali; le ligule dei fiori del raggio sono contorte o brevi; le setole dell'achenio sono sprovviste di una punta a forma di ancora;

sottotribù Brachyscominae
- 15B: le setole del pappo normalmente sono capillari; le foglie basali non sono simili a delle scaglie, e spesso sono persistenti; le brattee dell'involucro non sono carenate, sono invece di consistenza erbacee con ampi margini ialini;

- 17A: le ligule dei fiori del raggio, se presenti, non sono contorte o riflesse; il numero cromosomico è 2n=18 o 10; la distribuzione di queste piante è relativa all'America del Nord e al Messico;

sottotribù Astranthiinae
- 17B: le ligule dei fiori del raggio, se presenti, sono fortemente contorte;

- 18A: le brattee dell'involucro sono di tipo erbaceo per lo più alla base; il ricettacolo è privo di pagliette; il tipo corologico, area di origine di queste piante, è in maggioranza Paleoartico;

sottotribù Asterinae
- 18B: le brattee dell'involucro normalmente hanno dei margini di tipo ialino; il ricettacolo spesso è provvisto di pagliette;

- 19A: gli acheni sono da fusiformi a compressi; le foglie lungo il caule sono disposte in modo alterno; il numero cromosomico è 2n=16; la distribuzione di queste piante è relativa al Nord America e Messico;

genere Chaetopappine
- 19B: gli acheni sono compressi; le foglie lungo il caule sono disposte in modo alterno o opposto; il numero cromosomico è 2n=18 (o valori ridotti); la distribuzione di queste piante è relativa all'Africa e all'Asia;

sottotribù Homochrominae

### Generi della flora spontanea italiana
Nella flora spontanea italiana sono presenti i seguenti generi di questo gruppo:
| Sottotribù       | Genere         | Specie |
| ---------------- | -------------- | --- |
| Bellidinae       | Bellis         | Bellis annua L. - Pratolina annuale. Bellis sylvestris Cirillo - Pratolina autunnale. Bellis margaritaefolia Hunter, P. & R. - Pratolina calabrese. Bellis perennis L. - Pratolina comune. Bellis pusilla (N. Terr.) Pign. - Pratolina nivale. |
| Bellidinae       | Bellium        | Bellium minutum L. - Pratolina minima. Bellium bellidioides L. - Pratolina spatolata. Bellium crassifolium Moris - Pratolina delle scogliere. |
| Bellidinae       | Galatella      | Galatella sedifolia (L.) Greuter - Astro scabro. Galatella linosyris (L.) Rchb.f. - Astro spillo d'oro. |
| Bellidinae       | Tripolium      | Tripolium pannonicum (Jacq.) Dobrocz. - Astro marino. Tripolium sorrentinoi (Tod.) Raimondo & Greuter - Astro di Sorrentino. |
| Grangeinae       | Dichrocephala  | Dichrocephala integrifolia (L.f.) Kuntze - Dicrocefala. |
| Conyzinae        | Erigeron       | Erigeron acris L. - Cespica acre. Erigeron alpinus L. - Cespica alpina. Erigeron atticus Vill. - Cespica attica. Erigeron annuus (L.) Desf. - Cespica annua. Erigeron bonariensis L. - Saeppola di Buenos Aires. Erigeron canadensis L. - Saeppola canadese. Erigeron epiroticus (Vierh.) Halacsy - Cespica dell'Epiro. Erigeron glabratus Hoppe & Hornsch. ex Bluff & Fingerh. - Cespica polimorfa. Erigeron karvinskianus DC. - Cespica karvinskiana. Erigeron muralis Lapeyr.. Erigeron neglectus Kerner - Cespica negletta. Erigeron philadelphicus L. - Cespica di Filadelfia. Erigeron schleicheri Gremli - Cespica di Gaudin. Erigeron strigosus Muhl. ex Willd. - Erigeron scabro. Erigeron sumatrensis Retz. - Saeppola di Naudin. Erigeron uniflorus L. - Cespica uniflora. |
| Gutierreziinae   | Euthamia       | Euthamia graminifolia (L.) Nutt. - Verga d'oro. |
| Solidagininae    | Solidago       | Solidago virgaurea L. - Verga d'oro comune. Solidago litoralis Savi - Verga d'oro toscana. Solidago canadensis L. - Verga d'oro del Canada. Solidago gigantea Aiton - Verga d'oro maggiore. |
| Symphyotrichinae | Symphyotrichum | Symphyotrichum ericoides (L.) G.L. Nesom - Astro ericoide. Symphyotrichum lateriflorum (L.) Á.Löve & D.Löve - Astro misero. Symphyotrichum expansum (Poepp. ex Spreng.) G.L.Nesom - Astro a fiori piccoli. Symphyotrichum pilosum (Willd.) G.L.Nesom - Astro peloso. Symphyotrichum novae-angliae (L.) G.L.Nesom - Astro del New England. Symphyotrichum laeve (L.) Á.Löve & D.Löve - Astro liscio. Symphyotrichum lanceolatum (Willd.) G.L. Nesom - Astro di Tradescant. Symphyotrichum novi-belgii (L.) G.L. Nesom - Astro americano. Symphyotrichum salignum (Willd.) G.L.Nesom - Astro a foglie di salice. Symphyotrichum squamatum (Spreng.) G.L. Nesom - Astro annuale. |